# Großsteingrab Gandløse Bys Jorder 3
Das Großsteingrab Gandløse Bys Jorder 3 war eine megalithische Grabanlage der jungsteinzeitlichen Nordgruppe der Trichterbecherkultur im Kirchspiel Ganløse in der dänischen Kommune Egedal. Es wurde im 19. Jahrhundert zerstört.

## Lage
Das Grab lag am heutigen Nordrand von Ganløse, nur wenige Meter nördlich des Hauses Christianslyst 1. In der näheren Umgebung gibt bzw. gab es zahlreiche weitere megalithische Grabanlagen.

## Forschungsgeschichte
Im Jahr 1875 führten Mitarbeiter des Dänischen Nationalmuseums eine Dokumentation der Fundstelle durch. Zu dieser Zeit waren keine baulichen Überreste mehr auszumachen. 

## Beschreibung
1875 konnte keine Hügelschüttung mehr festgestellt werden. Entweder war der Hügel schon lange zuvor vollständig abgetragen worden, oder es handelte sich um eine freistehende Grabkammer. Die Kammer ist wohl als Urdolmen anzusprechen. Zur Orientierung und den Maßen der liegen keine Angaben vor. Die Kammer bestand aus vier Wandsteinen und einem Deckstein.